# Mahonia × media
Mahonia × media es un arbusto híbrido interespecífico. Sus padres son Mahonia lomariifolia y Mahonia japonica. Fue conseguida en los jardines durante el siglo XX, y se ha convertido en una planta de una gran importancia en el jardín y en la arquitectura del paisaje. 

## Descripción
Los híbridos presentan unas ciertas variaciones, pero son generalmente intermedios en la mayoría de las características de los dos padres. La descripción siguiente es del clon Charity. 
Las plantas tienen una forma vertical, llegando a estar pelada en la base. Hay entre 7 y 11 pares de foliolos, más un foliolo terminal. Las flores están en racimo extendidos, a menudo tan largos como en M. japonica. Hay algo de olor en las flores, pero no es tan fuerte como en M. japonica. El florecimiento se produce a través del invierno.  
Los diferentes clones pueden asemejarse más tanto a uno como al otro padre. Es posible que otra especie de Mahonia haya contribuido a las características atribuidas a este híbrido. Mahonia bealei  está considerada que probablemente pueda ser uno de estos. Muchos clones tienen una forma arquitectónica vertical derivada de M. lomariifolia, aunque algunos se asemejan al M. japonica padre algo más.
Estas plantas producen semillas viables, y se ha desarrollado una segunda generción de híbridos. 
Estas plantas se valoran especialmente en el jardín debido a sus hojas ornamentales, y porque florecen durante el invierno. 

## Orígenes
El primer espécimen registrado de la planta fue encontrado en una hornada mezclada de plantas de semillero de Mahonia lomariifolia la cual fue cultivada en Irlanda del Norte en 1951 o anterior. A esta planta le fue dado el nombre cultivar de Charity en 
el Savill Garden, de Inglaterra, cuando floreció por vez primera. Se la ha cultivado extensamente desde entonces bajo este nombre. Otros clones se han descrito y se han distribuido desde entonces, incluyendo Winter Sun, Arthur Menzies, Lionel Fortescue y Buckland. 